# فرانكو فونتانا
فرانكو فونتانا أو باسمه الحركي (جوزيف إبراهيم) أو "الرفيق جوزيف" (بالإيطالية: Franco Fontana) (مواليد بولونيا 1946 م - بيروت 5 حزيران/ يونيو 2015 م) هو مقاتل ومنضال إيطالي تبنى القضية الفلسطينية تركاً بلاده لينضم إلى صفوف المقاومة الفلسطينية في لبنان، ضد الكيان الصهيوني.

## سيرته
وُلد فونتانا لعائلة ميسورة، في مدينة بولونيا الإيطالية، وعمل في شبابه مصوراً وصحفياً بإيطاليا. بدأت حكايته مع المقاومة الفلسطينية عام 1969 بعد سماعه بعمليات المقاومة التي نفذها الفلسطينيون. في ذلك الوقت، اعتنق فرانكو الإسلام وانضم إلى "الجبهة الديمقراطية لتحرير فلسطين"، إضافة إلى تضحيته بنفسه، فأنه باع جميع الأملاك التي ورثها عن والده وتبرع  بقيمتها للمخيمات الفلسطينية في لبنان عام 1977. كان يشتهر بإجادته استخدام سلاح راجمات الصواريخ الكاتيوشا، ودقة تصويبه، ونفذ عدة عمليات قصف استهدف بها إسرائيل من جنوب لبنان.
تقول حركة فتح عن فونتانا إنه "مقاتل فتحاوي إيطالي الجنسية"، وتشير إلى أنه "اعتنق الإسلام، وأصبح اسمه جوزيف إبراهيم" خلال قتاله في صفوفها.
بعد اجتياح لبنان في عام 1982، وخروج منظمة التحرير الفلسطينية منها، كان على فرانكو فونتانا المغادرة أيضاً، فعاد إلى مسقط رأسه في إيطاليا بعد 22 عاماً قضاها يحمل السلاح ويقاتل من أجل فلسطين.
في إيطاليا تزوج فرانكو ورُزق ببنتٍ اسمها "لاورا" وصبي اسمه "ماسيمو".

## وفاته
عاد إلى إيطاليا بعد اجتياح بيروت عام 1982. لكنه بعد تقاعده من عمله، سعى إلى الالتقاء برفاق السلاح، وبحث عنهم في المخيمات الفلسطينية بلبنان، وحين التقى بواحد منهم في مخيم مار الياس، كان الناشط سامر مناع حاضراً. لبّى طلبه بالمبيت في المخيم رغم أنه لم يفصح عن تاريخه الفدائي. أصيب فرانكو بجلطة دماغية أدخلته في غيبوبة حتى فارق الحياة في شهر يونيو عام 2015. تدخلت السفارة الإيطالية في بيروت في محاولة لنقل جثمانه إلى بلاده، إلا أن نبأ فاجأ الجميع، فقد أوصى فرانكو أن يدفن في فلسطين، وإذا تعذر ذلك، ففي مخيم اليرموك أو عين الحلوة. كتب فونتانا في وصيته قائلا:
«قد أموت ولا أشهد تحرير فلسطين، ولكن أبنائي أو أحفادي حتما سيرون تحريرها، وعندها سيدركون قيمة ما قدمته لهذه الأرض الطيبة ولهذا الشعب الصلب»
هذه كانت كلمات المقاتل الإيطالي فرانكو فونتانا، الذي أحب أرض فلسطين وكرس حياته للدفاع عن القضية الفلسطينية، حتى شاءت الأقدار أن يموت ويدفن بمقابرهم في عام 2015. أقيمت جنازة لفرانكو بحضور ممثلين من المنظمات الفلسطينية ومن تبقى من رفاقه على قيد الحياة وبحضور ولديه، وكان مكان دفنه بمقبرة الشهداء في شاتيلا، إلى جانب الشهداء من الفلسطينيين والعرب الذين سقطوا في المواجهات مع إسرائيل.

## وصلات خارجية
- الديمقراطية تشيع المناضل الاممي "فرانكو فونتانا"
- الفدائي الإيطالي فرانكو مونتانا